# Вольфганг Георг Нейбургский
Вольфганг Франц Георг Фридрих Пфальц-Нейбургский (5 июня 1659, Дюссельдорф — 4 июня 1683, Винер-Нойштадт) — третий ребёнок в семье курфюрста Пфальца Филиппа Вильгельма и его супруги Елизаветы Амалии.

## Биография
Поскольку старший брат Вольфганга Георга Иоганн-Вильгельм наследовал все титулы и владения отца, младшего брата с детства готовили к карьере священника. Он был назначен помощником епископа Кёльна, чтобы в будущем стать епископом Бреслау, однако скончался ещё до вступления в должность. Тогда его младший брат Франц Людвиг получил право занять его место.
Вольфганг Георг умер 4 июня 1683 года в Винер-Нойштадте, похоронен в Нойбурге-на-Дунае.